# Guillaume Jean Vanier
Guillaume Jean Vanier (Paramaribo, 8 juli 1854 – 20 mei 1916) was een Surinaams medicus en politicus.
Begin 1871 kwam hij in Nederland aan waar hij opgeleid zou worden tot arts. Aanvankelijk woonde hij in Tiel maar nadat hij in 1873 een staatsexamen had behaald vestigde hij zich als militair student in Amsterdam. In 1875 slaagde hij voor het eerste gedeelte natuurkundig staatsexamen. Drie jaar later behaalde hij het examen voor hulpapotheker. Nadat hij in 1885 met succes het geneeskundig staatsexamen had afgelegd werd hij in Leiden bevorderd tot arts. Hij kwam in 1888 terug naar Suriname waar hij als arts ging werken.
Daarnaast was hij actief in de politiek. Bij de parlementsverkiezingen van 1894 werd hij verkozen tot lid van de Koloniale Staten. Hij zou 6 jaar Statenlid blijven.
Vanier overleed in 1916 op 61-jarige leeftijd.